# Riva degli Schiavoni

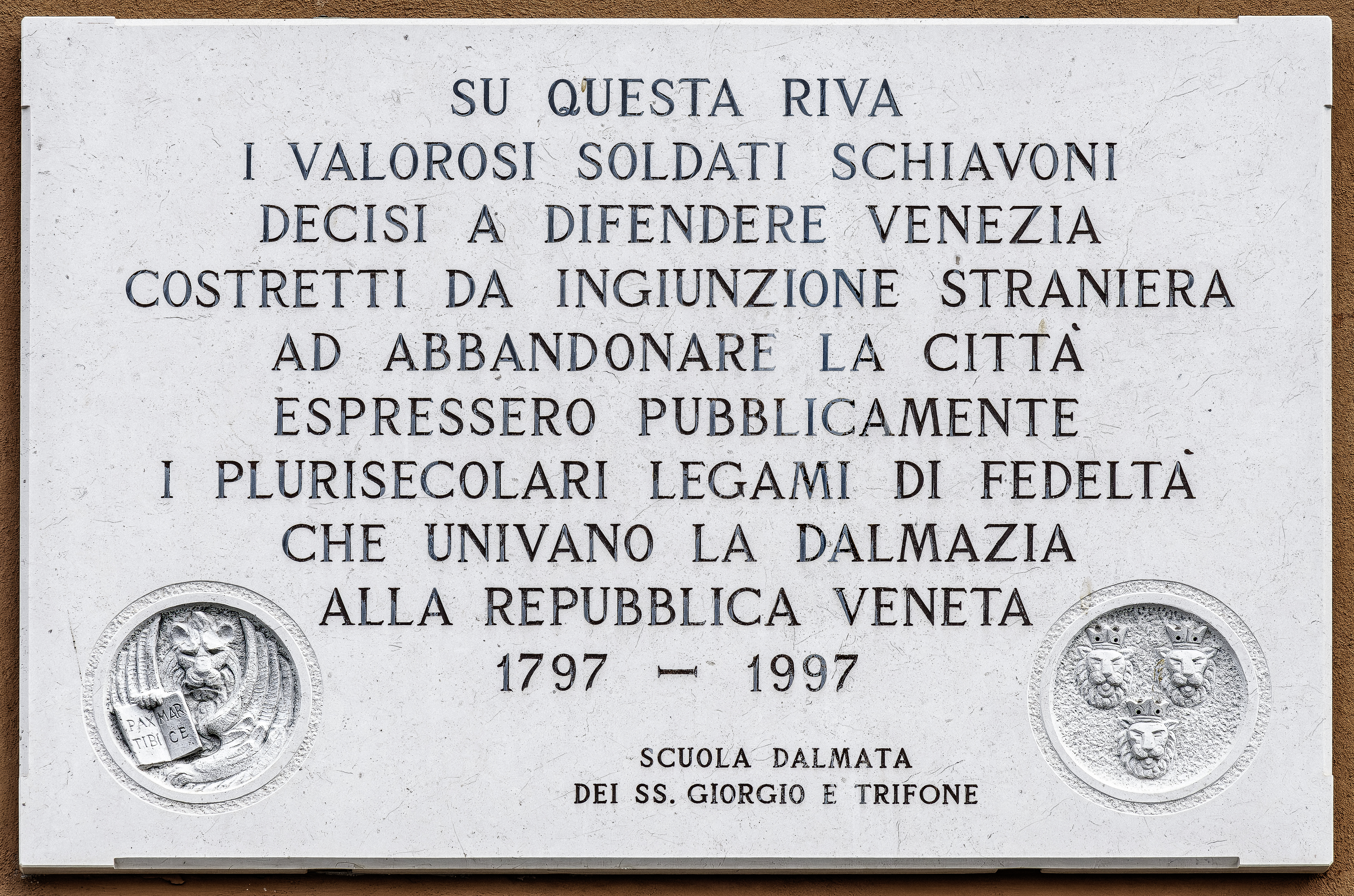

La riva degli Schiavoni è una riva monumentale della città di Venezia. Si trova nel sestiere di Castello e si estende lungo il bacino di San Marco nel tratto che va dal ponte della Paglia sul rio di Palazzo, a ridosso del Palazzo Ducale fino al rio di Ca' di Dio.
La riva prende il suo nome dai mercanti provenienti dalla Dalmazia che ai tempi della Repubblica di Venezia era chiamata anche Slavonia o Schiavonia e che qui approdavano con le loro navi mercantili e avevano anche le loro bancarelle commerciali. La riva infatti costituiva parte integrante del porto commerciale di Venezia e rivestiva una notevolissima importanza grazie alla sua prossimità con piazza San Marco e con il centro del potere politico veneziano.

## Storia

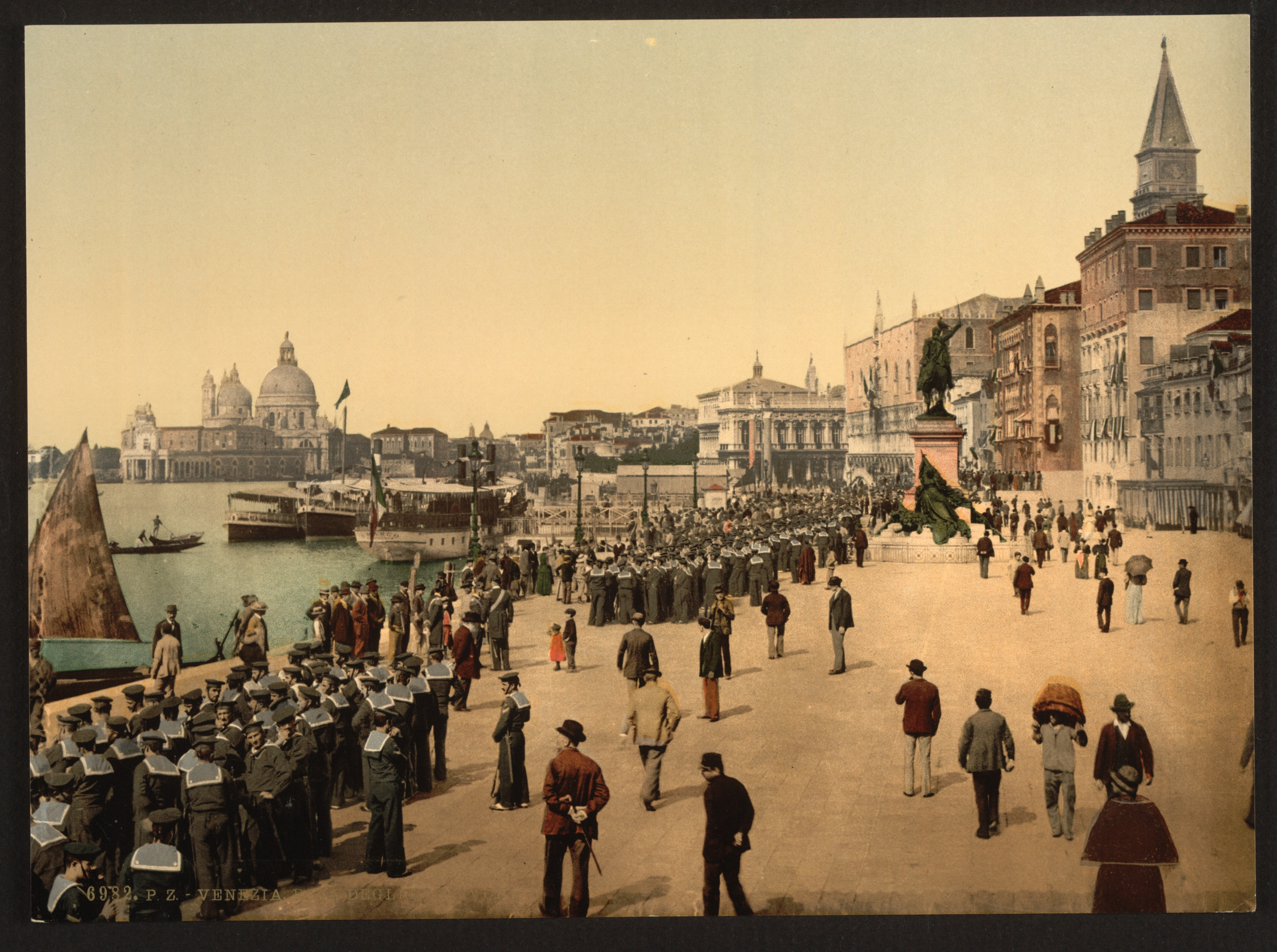
Riva degli Schiavoni tra il 1890 e il 1900

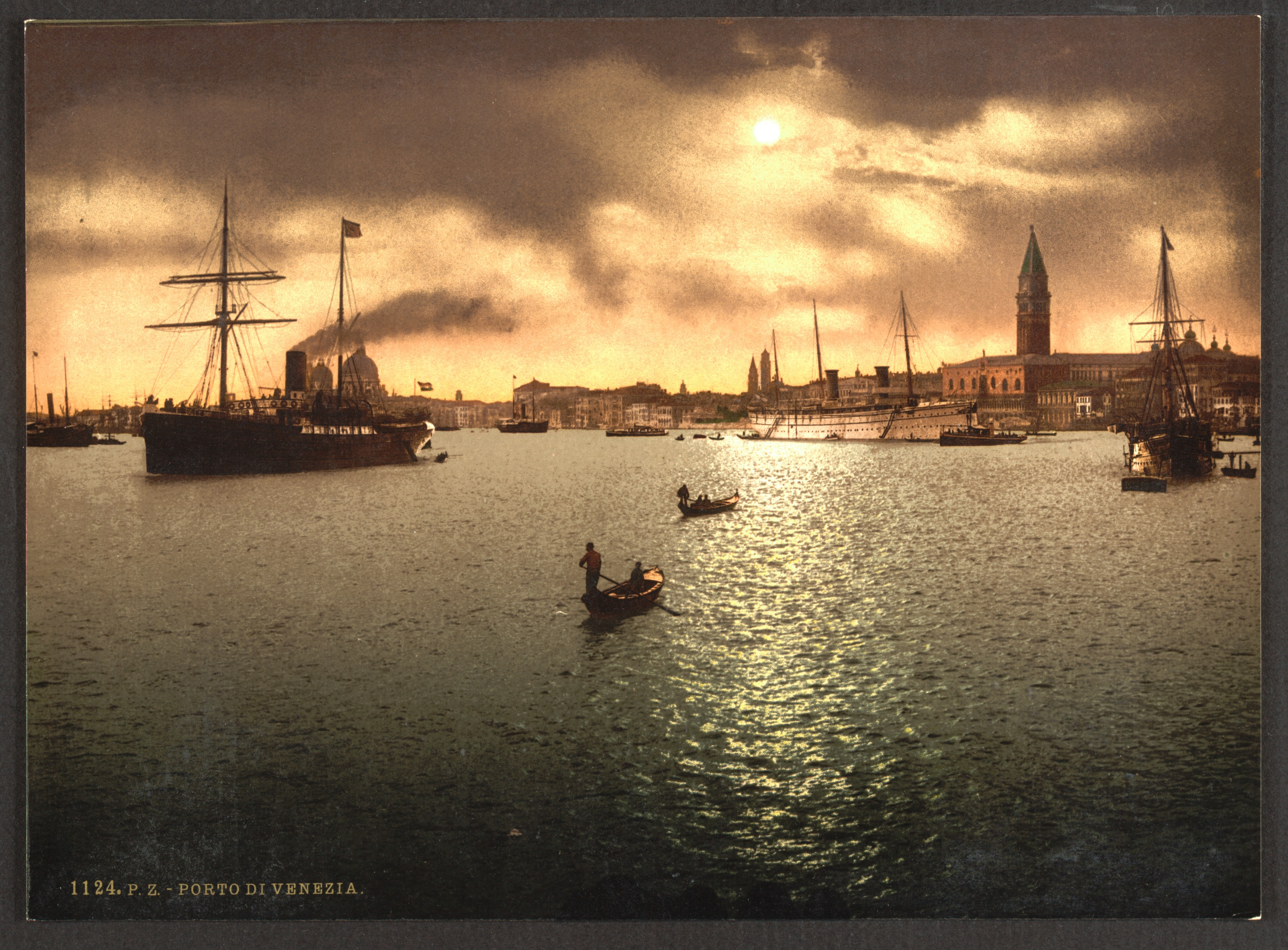
Riva degli Schiavoni tra il 1890 e il 1900

La riva venne iniziata probabilmente già nel IX secolo ed ebbe un primo ampliamento nel 1060 con il prosciugamento di una zona paludosa. La riva in origine era molto più stretta dell'attuale, essendo poco più larga del ponte della Paglia, come risulta anche dalla pianta di Jacopo de' Barbari del 1500 e da innumerevoli quadri, stampe e incisioni. L'allargamento alle dimensioni attuali venne deliberato solo nel 1780 e terminato nel 1782, ossia negli ultimi anni di esistenza della Repubblica di Venezia.
Nel 1172 sulla riva, all'imbocco della calle delle Rasse, Marco Cassolo pugnalò a morte il doge Vitale Michiel II che si stava recando alla vicina chiesa di San Zaccaria per le celebrazioni della Pasqua. Catturato immediatamente, Cassolo venne processato, condannato e giustiziato e il Senato deliberò che la sua abitazione, che si trovava sulla Riva proprio nel punto dell'attentato, venisse rasa al suolo e ne proibì la ricostruzione in pietra in perpetuo, consentendo che venissero costruite solo abitazioni in legno a un piano. Fu inoltre modificato il percorso che il doge doveva seguire per raggiungere la chiesa di San Zaccaria: non più lungo la riva degli Schiavoni ma internamente attraverso il campo dei santi Filippo e Giacomo. Il divieto di costruzione in pietra venne rispettato fino al 1948, quando le case in legno vennero abbattute e sostituite dall'attuale ala moderna dell'hotel Danieli.
Nel 1324 la riva venne selciata per la prima volta, usando una pavimentazione in cotto. 
Durante la dominazione austriaca, nel 1851 l'assessore Bembo presentò un progetto per la realizzazione di uno stabilimento balneare cittadino in bacino San Marco. Il progetto, commissionato agli architetti Fisola e Cadorin, prevedeva il raddoppio in larghezza della riva degli Schiavoni, con la costruzione di una seconda fila di edifici per l'epoca moderni prospicienti il bacino di San Marco, nonché il raddoppio dei ponti della Paglia, del rio di Vin, dei Greci e della Ca' di Dio. Il progetto, molto controverso per il suo pesantissimo impatto, fu poi bocciato definitivamente nel 1854 dal delegato provinciale.

## Edifici e monumenti

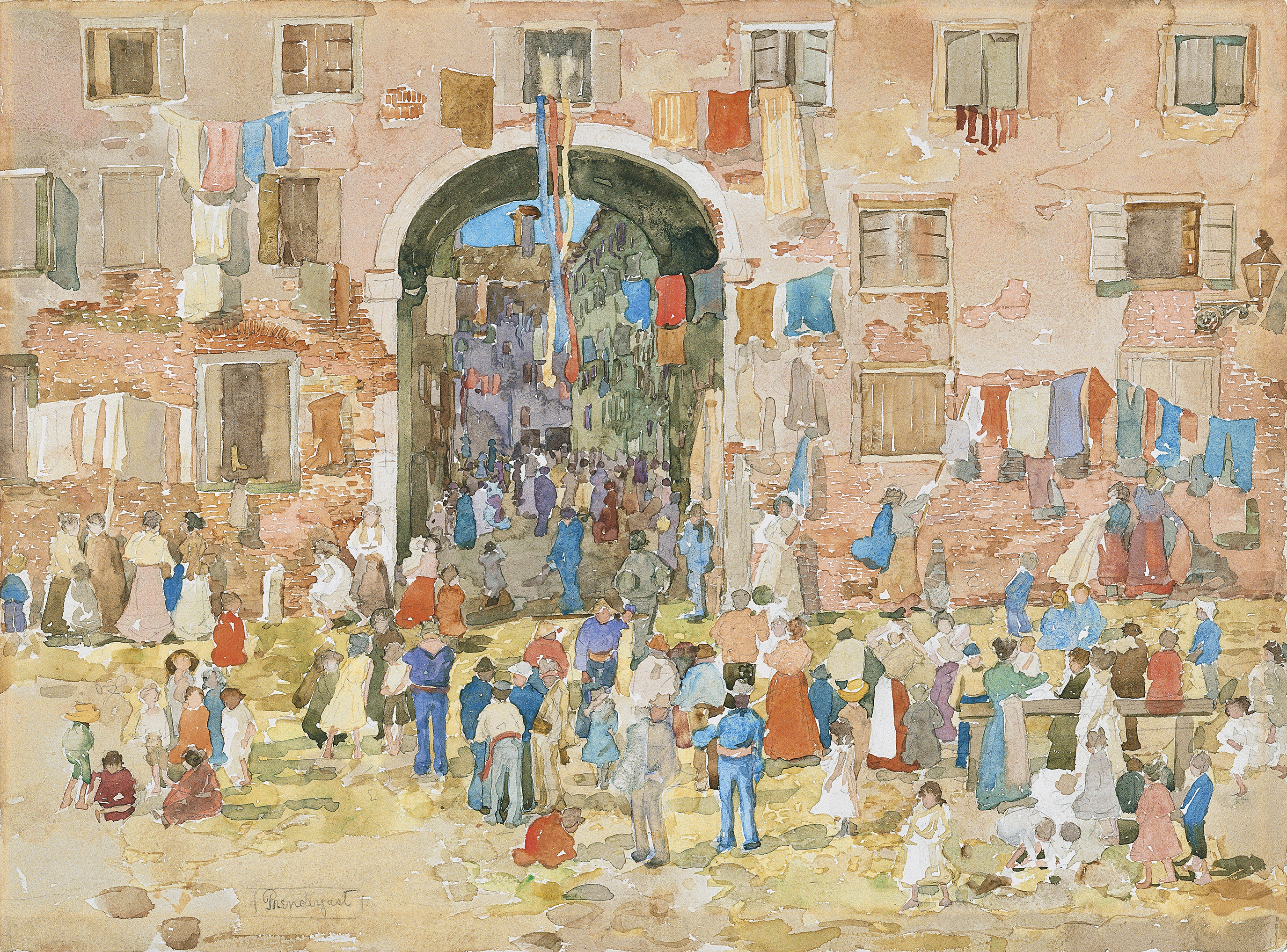
Riva degli Schiavoni, Castello (Venecia), Maurice Prendergast.Museo Thyssen Bornemisza.

Sulla riva si affacciano diversi edifici di particolare rilevanza storica o architettonica. Procedendo nella direzione dal Palazzo Ducale verso l'arsenale, si incontrano nell'ordine:
- il ponte della Paglia, che segna l'inizio della riva;
- il palazzo delle Prigioni Nuove, collegato al Palazzo Ducale tramite il ponte dei Sospiri;
- il moderno hotel Danieli Excelsior, all'imbocco della Calle delle Rasse;
- l'ex-palazzo Dandolo attualmente sede dell'hotel Danieli, uno dei più lussuosi della città;
- il ponte sul rio del Vin;
- il monumento equestre a Vittorio Emanuele II, in bronzo realizzato nel 1887 dallo scultore Ettore Ferrari;
- il palazzetto dove abitò lo scrittore Henry James durante il suo soggiorno a Venezia;
- il ponte sul rio dei Greci;
- la chiesa della Pietà a cui faceva capo l'omonima scuola in cui Antonio Vivaldi componeva ed eseguiva le sue musiche;
- il ponte sul Rio della Pietà;
- l'ex-palazzo Gabrielli, ora sede dell'omonimo hotel di lusso;
- il ponte della Ca' di Dio, che segna la fine della riva vera e propria.